# 实录镇
实录镇，是中华人民共和国四川省泸州市合江县曾经下辖的一个镇。2019年12月，实录镇和虎头镇撤销，荔江镇设立，并以原实录镇、原虎头镇和原合江镇龙潭村、柿子田村、柳马埂村所属行政区域为荔江镇的行政区域。

## 行政区划
实录镇撤销前下辖以下地区：
实录社区、慈竹林村、团湾村、觉悟村、蒋湾村、张坝村、三江村、两马村和阳棚坳村。